# OHB

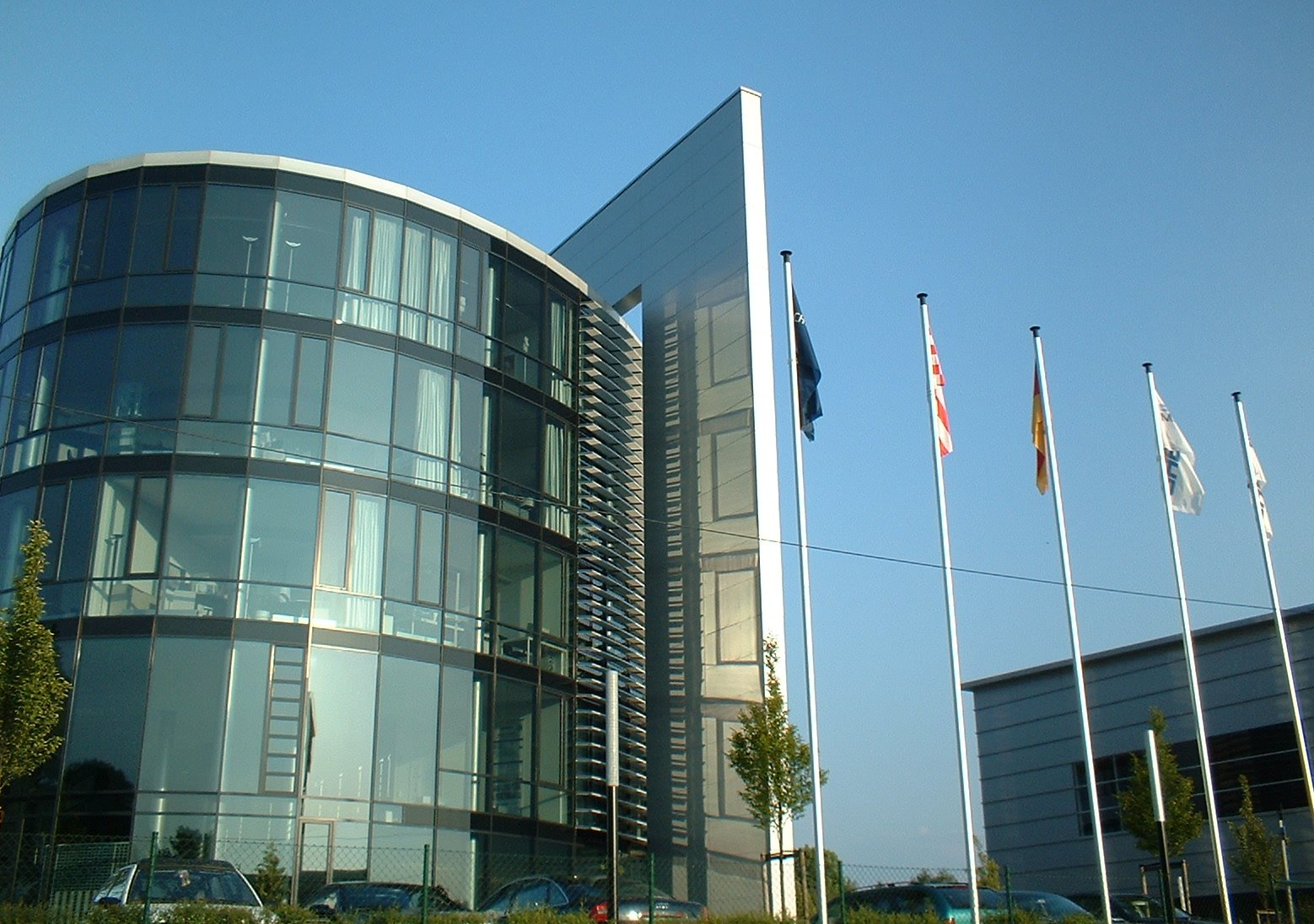
Hauptgebäude in Bremen

Die OHB SE mit Hauptsitz in Bremen ist ein europäischer Raumfahrt- und Technologiekonzern, der sich auf die Entwicklung und Implementierung kompletter Raumfahrtsysteme, die Herstellung von Komponenten für verschiedene Trägerraketenprogramme sowie den Betrieb von Satellitensystemen und die Verarbeitung und Bereitstellung der gesammelten Daten spezialisiert hat. Das Unternehmen beschäftigt über 3.000 Menschen an 15 Standorten in zehn Ländern, die meisten davon in Europa.
Mehrheitseigentümerin ist die Familie um die Gründer Christa & Manfred Fuchs sowie ihrem Sohn Marco Fuchs.
Seit September 2024 tritt außerdem die amerikanische Investmentfirma KKR & Co. als Minderheitseigentümer auf.

## Geschichte
Im Jahr 1981 übernahm Christa Fuchs die Otto Hydraulik Bremen GmbH. Das im Jahr 1958 gegründete Unternehmen aus Hemelingen hatte zu dem Zeitpunkt fünf Mitarbeiter und beschäftigte sich mit dem Bau und der Reparatur von elektrischen und hydraulischen Schiffssystemen für die Bundeswehr. Zusammen mit MBB-ERNO als Projektführer und der Werft Sarstedt gewann OHB im Jahr 1984 den Auftrag für den Bau des Typschiffes MPOSS (Multi-Purpose Oil Skimming System). Manfred Fuchs, damals Direktor für Raumfahrt bei MBB-ERNO, hatte die Idee, auch mit OHB in das Raumfahrtgeschäft einzusteigen. Im Jahr 1985 wechselte er deshalb in das Unternehmen seiner Frau. Zu den ersten Raumfahrt-Aufträgen zählte das Projekt Mikroba (Mikrogravitation mit Ballon), ein vom Bundesministerium für Bildung und Forschung und der DFVLR (heute Deutsches Zentrum für Luft- und Raumfahrt) gefördertes Projekt, das Versuche im freien Fall beinhaltete. Für das Raumlabor Spacelab entwickelte OHB eine raumfahrttaugliche Zentrifuge für Untersuchungen von Blut- und Urinproben.
Mit der wachsenden Anzahl Beschäftigter wurden die Räume am Hemelinger Hafendamm zu klein. In der Nähe der Universität Bremen baute OHB einen neuen Hauptsitz, der im Oktober 1988 eröffnet wurde. Die Vision von Manfred Fuchs war, kleinere und damit günstigere Satelliten zu entwickeln, dies war auch ein Grund für die Umfirmierung des Unternehmens in Orbital- und Hydrotechnologie Bremen-System GmbH im Jahr 1991. Gemeinsam mit dem Zentrum für angewandte Raumfahrttechnologie und Mikrogravitation (ZARM) der Universität Bremen entwickelte OHB mit BremSat einen der ersten deutschen Kleinsatelliten. Am 3. Februar 1994 startete er an Bord der Discovery in den Weltraum. Ein weiterer Meilenstein war die Satellitenserie SAFIR (Satellite for Information Relay) zur Positionsbestimmung und Objektverfolgung, die auch den Einstieg von OHB in den Telekommunikationsmarkt bedeutete. Bereits im Jahr 1993 wurde dafür die OHB Teledata GmbH gegründet, die sich auf Telematiksysteme spezialisierte. Im gleichen Jahr 1993 entstand für den Bau und die Integration der Satelliten die COLUMBUS-Integrationshalle auf dem OHB-Gelände. Mit dem Gewinn weiterer Großprojekte wie ABRIXAS und der wachsenden Anzahl Beschäftigter wurde der Unternehmenssitz bald zu klein. Direkt in der Nachbarschaft der bestehenden Gebäude wurde im Jahr 1995 das neue Hauptquartier in der Universitätsallee 29 eingeweiht. Im Jahr 2001 wurden ein weiteres Gebäude in der damaligen Karl-Ferdinand-Braun-Straße (heute Manfred-Fuchs-Platz) und eine moderne Reinraumhalle gebaut.
OHB übernahm in der Folgezeit die Führung in der Entwicklung des Großprojekts SAR-Lupe, einem Satellitenaufklärungssystem im Auftrag der Bundeswehr. Außerdem wurde das Unternehmen als Ausrüster für die Internationale Raumstation (ISS) und für das europäische Stationsmodul Columbus ausgewählt.
Währenddessen wurden im Jahr 2002 die OHB System AG und die seit dem Vorjahr börsennotierte OHB Teledata AG zur OHB Technology AG zusammengeführt. In den nächsten Jahren folgten weitere Unternehmensbeteiligungen und Gründungen verschiedener Tochterunternehmen. Unter anderem erwarb OHB im Jahr 2005 das MAN-Tochterunternehmen MAN Technologie AG (heute MT Aerospace). Im Jahr 2008 scheiterte der Versuch, die drei deutschen Airbus-Werke in Nordenham, Varel und Augsburg zu übernehmen. Geplant war nach einem Bericht des Manager Magazins die Entstehung eines neuen börsennotierten Luftfahrtkonzerns. Unter der Führung von OHB sollte ein Unternehmen mit 6.700 Beschäftigten und einem Umsatz von rund einer Milliarde Euro entstehen. Im Jahr 2009 übernahm OHB das italienische Raumfahrtunternehmen Carlo Gavazzi Space (gegründet 1981, heute OHB Italia).

Ehemaliges Logo der OHB Technology AG

Im Januar 2010 erhielt das Unternehmen einen Auftrag über den Bau von 14 Satelliten für das Galileo-Navigationssystem. Der Auftragswert betrug 566 Millionen Euro. Ein Jahr später wurde Berry Smutny, der Vorstandsvorsitzende der OHB-System AG, entlassen, nachdem WikiLeaks Einzelheiten aus einem Gespräch Smutnys mit amerikanischen Botschaftsangehörigen veröffentlicht hatte. Smutny soll Galileo als „dumme Idee“ bezeichnet haben, mit der das Geld der europäischen Steuerzahler verschwendet werde. Im weiteren Jahresverlauf erfolgte die Akquisition der Thales Alenia Space Antwerp, die seitdem als Antwerp Space firmiert.
Zum Jahresbeginn 2011 wurden die bisherigen fünf Geschäftssegmente zu den beiden Segmenten Space Systems und Aerospace + Industrial Products zusammengefasst. Im Mai dieses Jahres beschloss die Hauptversammlung die Umfirmierung der OHB Technology AG in OHB AG. Außerdem übernahm OHB im gleichen Jahr die „Space Systems Division“ der Swedish Space Corporation, die in diesem Zug in OHB Sweden umfirmiert wurde.
Außerdem entwickelte das Unternehmen die modulare Satellitenplattform SmallGEO, die als Grundlage für weitere Großprojekte wie den Kommunikationssatelliten H36W-1 des spanischen Betreibers Hispasat und die dritte Generation der Wettersatelliten Meteosat dient. Im Jahr 2013 wurde das Unternehmen als Hauptauftragnehmer mit der Entwicklung und Lieferung von SARah, ein Nachfolgers für das Satellitenaufklärungssystem SAR-Lupe beauftragt.
Anfang September 2014 fusionierten die beiden größten Tochtergesellschaften, die Bremer OHB System AG und die Münchener Kayser-Threde GmbH zur OHB System AG mit Standorten in Bremen und München. Im Dezember 2015 folgte der Umzug des Münchener Standorts in einen Neubau in Oberpfaffenhofen. Seit März 2015 ist OHB als Europäische Gesellschaft (Societas Europaea) im Handelsregister eingetragen.
Mit der Investition in die Rocket Factory Augsburg AG beteiligt sich das Unternehmen seit dem Jahr 2018 an der Entwicklung einer kleinen Trägerrakete (Microlauncher).
Im Jahr 2020 wurde die Restrukturierung der Geschäftssegmente angekündigt. Alle Dienstleistungs- und Serviceaktivitäten, die aus den Raumfahrttechnologien und -daten hervorgehen, werden seitdem im dritten Segment DIGITAL zusammengefasst.
Die beiden im Dezember 2023 gestarteten Satelliten für SARah konnten wegen eines technischen Defekts bis März 2025 nicht in Betrieb genommen werden. OHB trug dafür als Hersteller das finanzielle Risiko.

## Börsennotierung und Übernahmeangebot
Im März 2001 fand der Börsengang der OHB Teledata AG am Neuen Markt der Deutschen Börse statt. Ausgegeben wurden nennwertlose Inhaber-Stammaktien zum Preis von 10,50 Euro. Die Gesellschaft gehört zu den wenigen noch existierenden Unternehmen des im Jahr 1997 eingerichteten und im Jahr 2003 wieder geschlossenen Neuen Marktes. Den historischen Tiefstand verzeichnete die Aktie im September 2001 mit 2,33 Euro; im Januar 2018 erreichte der Aktienkurs seinen historischen Höchststand mit 49,70 Euro.
Mehrheitsaktionärin ist die Familie Fuchs mit einem Anteil am Stammkapital von rund 70 %, rund 30 % befinden sich im Streubesitz.
Anfang August 2023 gab das Unternehmen die Absicht bekannt, das Unternehmen von der Börse zurückzuziehen. Dafür kündigte OHB ein Übernahmeangebot in Höhe von 44 Euro je Aktie an, mit dem das Unternehmen mit 768 Millionen Euro bewertet wird. Finanziert wird das Angebot vom Finanzinvestor KKR. Der Mehrheitsaktionär, die Familie Fuchs, wolle ihre Aktien aber behalten. Insgesamt soll KKR mit dem Übernahmeangebot, einer Kapitalerhöhung um zehn Prozent und einer Beteiligung an der bisher im Wesentlichen von OHB finanzierten Rocket Factory Augsburg AG bis zu 338 Millionen Euro in OHB investieren.

## Geschäftssegmente

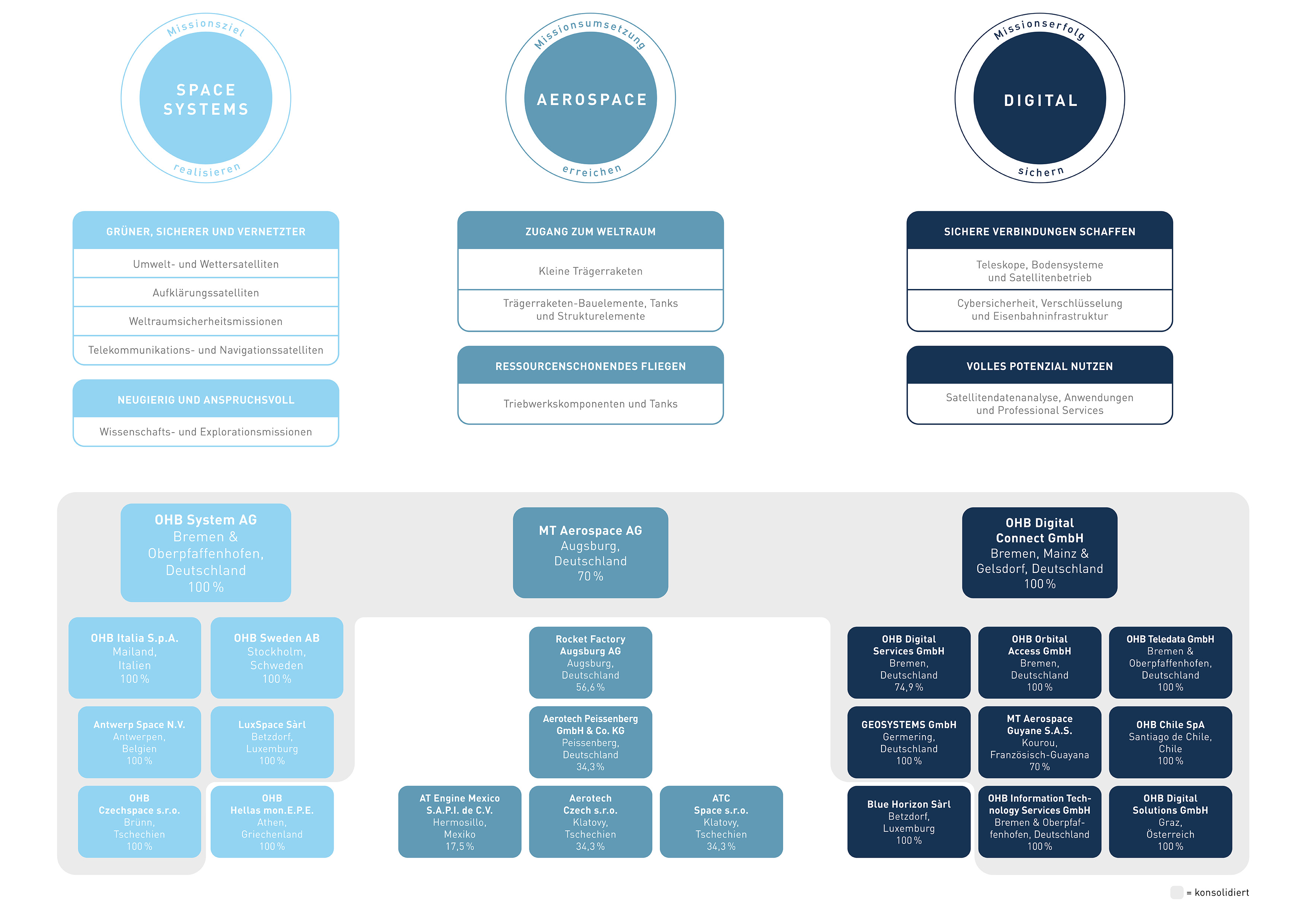
Aktivitäten und Gesellschaften der drei Geschäftssegmente

### Space Systems
In diesem Segment liegt der Fokus auf der Entwicklung und Fertigung von erdnahen und geostationären Satelliten für Navigation, Wissenschaft, Kommunikation, Erd- und Wetterbeobachtung und Aufklärung inklusive der wissenschaftlichen Nutzlasten. Im Bereich Exploration werden Konzepte für die Erforschung unseres Sonnensystems erarbeitet. In der astronautischen Raumfahrt liegen die Schwerpunkte auf der Ausstattung und dem Betrieb der Internationalen Raumstation (ISS) sowie der zukünftigen Mondstation Gateway.

### Aerospace
Der Schwerpunkt des Segments liegt in der Fertigung und Entwicklung von Produkten, wie große lasttragende, gewichtsoptimierte Strukturen, Boostergehäuse sowie Kryo- und Satellitentanks für die Luft- und Raumfahrt. OHB ist u. a. größter deutscher Zulieferer für das Ariane-Programm sowie etablierter Hersteller von Bauteilen für Satellitenplattformen, Trägerraketen und Luftfahrzeuge, wie SmallGEO, NASAs Space Launch System und die Zivilflugzeugsparte von Airbus.
Die Beteiligungsgesellschaft Rocket Factory Augsburg AG entwickelt derzeit als Systemanbieter eine eigene kleine Trägerrakete (Microlauncher).

### Digital
Dieses Segment bündelt alle Dienstleistungen und Lösungen, die zu Raumfahrtsystemen und deren Nutzung dazugehören. Dazu zählen z. B. der Satellitenbetrieb, Bodensysteme, Antennen, optische und Radioteleskope sowie Anwendungen für die Bereiche Transport und Mobilität.
Weitere wichtige Bausteine in diesem Segment sind Downstream-Applications, also die Entwicklung und der Vertrieb von Softwareprodukten zur Nutzung weltraumgestützter Daten aus den Bereichen Erdbeobachtung, Schiffsortung (AIS) und Navigation, Infrastrukturdienstleistungen für das Schienennetz der Deutschen Bahn und IT-Dienstleistungen.

## Projekte

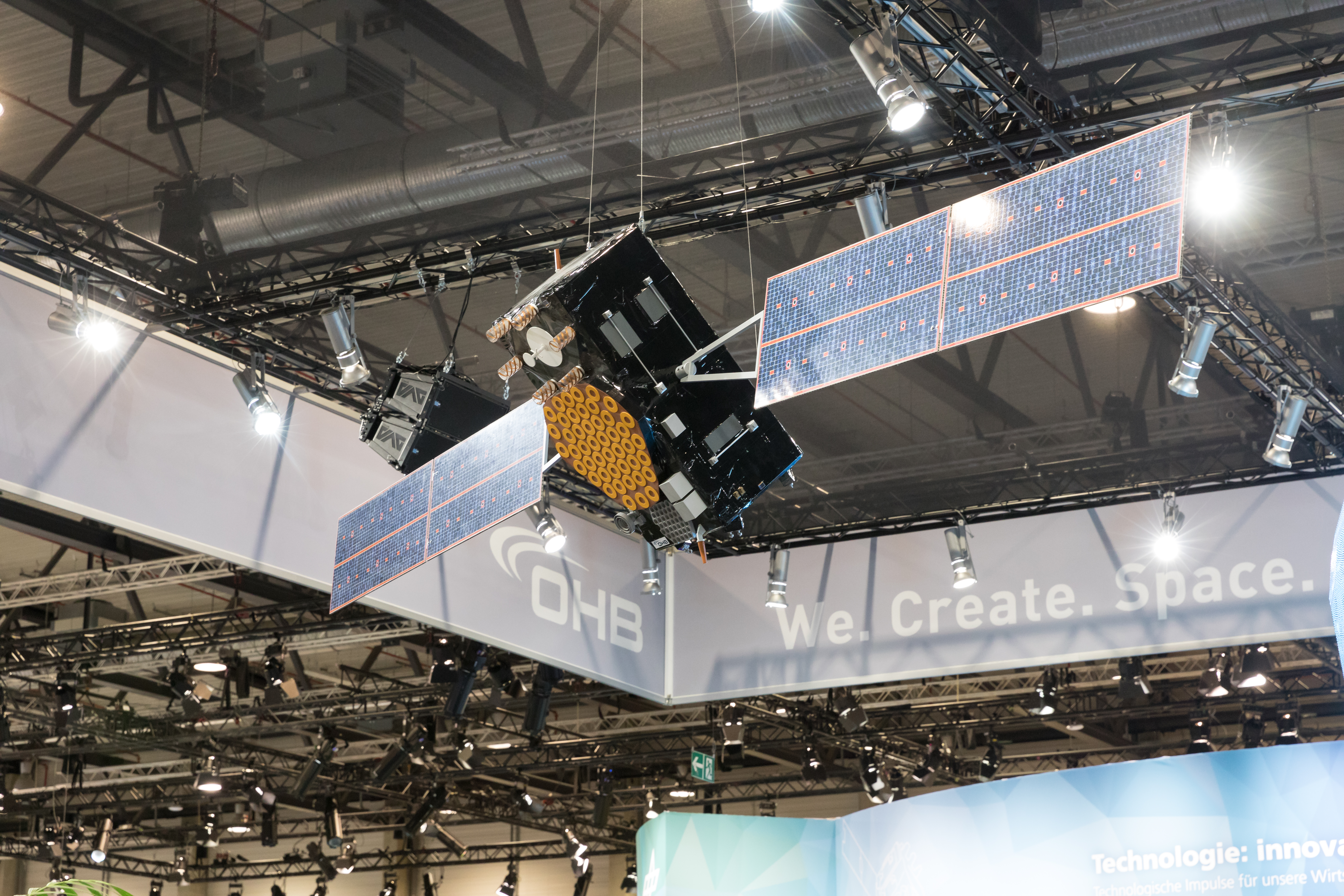
Galileo-Navigationssatellit

Zu den größten Projekten von OHB gehören SAR-Lupe und SARah, die Kommunikationssatelliten-Plattform SmallGEO sowie 34 Satelliten des europäischen Galileo-Navigationssystems. Weitere Projekte und Beteiligungen sind oder waren:
- Safir 2 – erster eigener OHB-Satellit und erster für ein deutsches Unternehmen gestarteter Satellit (1998)
- EDRS – European Data Relay Satellite System[27]
- Hispasat Advanced Generation 1
- EnMAP – Environmental Mapping and Analysis Program
- Heinrich Hertz – ein geostationärer Forschungssatellit des Deutschen Zentrums für Luft- und Raumfahrt (DLR)
- ExoMars – eine Robotermission zum Mars
- ABRIXAS
- Bird-RUBIN
- Harmony (Node 2)
- Tranquility (Node 3)
- Spacelab
- ATV
- European Physiology Modules
- MTG
- Hera[28]
- GMS-T
- German Offshore Spaceport Alliance
- Arctic Weather Satellite
- Flyeye-Teleskop
- Lunar Surface Access Service

## Stiftungsprofessur
Im Juli 2012 richtete die Universität Bremen die Christa-und-Manfred-Fuchs-Stiftungsprofessur für Raumfahrttechnologie / System Enabling Technologies ein, die nach den beiden Gründern von OHB benannt ist. Die gestiftete Professorenstelle ist auf einen Zeitraum von zehn Jahren ausgelegt. Die Kosten werden jeweils zur Hälfte von OHB und dem Stifterverband für die Deutsche Wissenschaft getragen. Die Einrichtung dieser Professur war wegen der Zivilklausel der Universität Bremen umstritten, die die Teilnahme an militärischen Projekten verbietet. OHB wies darauf hin, dass ihr Anteil an militärischen Projekten bei unter 5 % liegen würde. Daher verstehe man sich auch nicht als Rüstungsunternehmen.